# Microsoft Windows 3.1x
Windows 3.1 fra Microsoft var en 16-bits grafisk brugerflade (shell) til intel-kompatible PC'er, der kørte på det nu udgåede 16-bits styresystem DOS (Disk Operativ System). Det var således ikke tale om et egentligt selvstændigt styresystem.
Windows 3.1 udkom den 6. april 1992 og solgte over tre millioner kopier (inklusive opgraderinger fra Windows 3.0) i de to første måneder på markedet.

## Windows for Workgroups
Windows for Workgroups var en udvidelse der tillod brugere at dele deres ressourcer, samt at efterspørge andres uden en central godkendelsesserver. Den brugte SMB protokollen over NetBIOS.

### Windows for Workgroups 3.1
Windows for Workgroups 3.1 var en mere professionel version af Windows 3.1 der understøttede netværk og printerdeling. Den indeholdt desuden også en del fejlrettelser.

### Windows for Workgroups 3.11
Windows for Workgroups 3.11 var den opdaterede version, og udkom 8. november 1993.